# Antonius Lambertus Maria Hurkmans
Antonius Lambertus Maria Hurkmans KC*HS (* 3. srpna 1944, Someren, Severní Brabantsko) je nizozemský římskokatolický kněz, emeritní biskup diecéze 's-Hertogenbosch.  Je členem Řádu Božího hrobu, nyní v hodnosti komtura s hvězdou, a v letech 2003-2020 byl velkopřevorem řádového místodržitelství v Nizozemsku.